# Prva Liga Srbija 2021-2022
La Prva Liga Srbija 2021-2022 è la diciottesima edizione della seconda divisione del campionato di calcio della Serbia.

## Formula
Le 16 squadre disputano un girone all'italiana andata e ritorno, al termine del quale le prime otto verranno ammesse alla poule per la promozione, mentre le restanti disputeranno la poule retrocessione.
Verranno in promosse nella SuperLiga 2022-2023 le prime due, mentre le ultime quattro retrocederanno in Srpska Liga.

## Squadre partecipanti
| Club                  | Città             | Stadio                              | Stagione precedente                                                          |
| --------------------- | ----------------- | ----------------------------------- | ---------------------------------------------------------------------------- |
| Budućnost Dobanovci   | Belgrado          | Stadio FK Budućnost                 | 8º posto in Prva Liga                                                        |
| Grafičar Belgrado     | Belgrado          | Stadio Rajko Mitić                  | 7º posto in Prva Liga                                                        |
| IMT Belgrado          | Belgrado          | Stadio FK IMT                       | 4º posto in Prva Liga                                                        |
| Inđija                | Inđija            | Stadion FK Inđija                   | 17º posto in Super Liga                                                      |
| Javor Ivanjica        | Ivanjica          | Stadion kraj Moravica               | 16º posto in Super Liga                                                      |
| Kabel Novi Sad        | Novi Sad          | Stadion FK Kabel                    | 3º posto in Prva Liga                                                        |
| Loznica               | Loznica           | Gradski Stadion Lagator             | 5º posto in Prva Liga                                                        |
| Mačva Šabac           | Šabac             | Stadio Mačva                        | 19º posto in Super Liga                                                      |
| Mladost GAT           | Novi Sad          | Igralište FK Mladost                | 1º posto in Srpska Liga Vojvodina (promosso dopo spareggio con FK Teleoptik) |
| Bačka B. Palanka      | Bačka Palanka     | Stadion Slavko Maletin Vava         | 20º posto in Super Liga                                                      |
| Rad Belgrado          | Belgrado          | Stadio Re Pietro I                  | 15º posto in Super Liga                                                      |
| Radnički S. Mitrovica | Sremska Mitrovica | Gradski Stadion (Sremska Mitrovica) | 9º posto in Prva Liga                                                        |
| Timok                 | Zaječar           | Stadion pod Kraljevicom             | 1º posto in Srpska Liga Istok (promosso dopo spareggio con FK Pozega)        |
| Žarkovo               | Belgrado          | Stadion OFK Žarkovo                 | 6º posto in Prva Liga                                                        |
| Železničar Pančevo    | Pančevo           | Stadion SC Mladost                  | 10º posto in Prva Liga                                                       |
| Zlatibor Čajetina     | Čajetina          | Stadion Švajcarija                  | 18º posto in Super Liga                                                      |

## Classifica stagione regolare
| Pos | Squadra     | G  | V  | N  | P  | GF | GS | DG  | Pt | Qualificazione                |
| --- | ----------- | -- | -- | -- | -- | -- | -- | --- | -- | ----------------------------- |
| 1   | Inđija      | 30 | 17 | 7  | 6  | 48 | 29 | +19 | 58 | Qualificazione per i Play off |
| 2   | Mladost GAT | 30 | 16 | 9  | 5  | 35 | 17 | +18 | 57 | Qualificazione per i Play off |
| 3   | Javor Matis | 30 | 15 | 11 | 4  | 46 | 22 | +24 | 56 | Qualificazione per i Play off |
| 4   | Železničar  | 30 | 15 | 7  | 8  | 42 | 31 | +11 | 52 | Qualificazione per i Play off |
| 5   | IMT         | 30 | 13 | 10 | 7  | 49 | 30 | +19 | 49 | Qualificazione per i Play off |
| 6   | Radnički    | 30 | 13 | 7  | 10 | 39 | 29 | +10 | 46 | Qualificazione per i Play off |
| 7   | OFK Žarkovo | 30 | 12 | 6  | 12 | 35 | 32 | +3  | 42 | Qualificazione per i Play off |
| 8   | Loznica     | 30 | 11 | 8  | 11 | 29 | 26 | +3  | 41 | Qualificazione per i Play off |
| 9   | Mačva       | 30 | 10 | 9  | 11 | 26 | 37 | −11 | 39 | Qualificazione per i Play out |
| 10  | Grafičar    | 30 | 10 | 5  | 15 | 44 | 43 | +1  | 35 | Qualificazione per i Play out |
| 11  | Rad         | 30 | 9  | 8  | 13 | 28 | 34 | −6  | 35 | Qualificazione per i Play out |
| 12  | Budućnost   | 30 | 9  | 8  | 13 | 30 | 41 | −11 | 35 | Qualificazione per i Play out |
| 13  | Zlatibor    | 30 | 8  | 10 | 12 | 28 | 35 | −7  | 34 | Qualificazione per i Play out |
| 14  | Timok 1919  | 30 | 9  | 6  | 15 | 29 | 35 | −6  | 33 | Qualificazione per i Play out |
| 15  | OFK Bačka   | 30 | 6  | 15 | 9  | 22 | 30 | −8  | 33 | Qualificazione per i Play out |
| 16  | Kabel       | 30 | 1  | 6  | 23 | 12 | 71 | −59 | 9  | Qualificazione per i Play out |

## Play-off
Le prime otto squadre della stagione regolare accedono ai pay off promozione, giocando partite di sola andata. 

### Classifica finale
| Pos | Squadra            | G  | V  | N  | P  | GF | GS | DG  | Pt | Qualificazione               |
| --- | ------------------ | -- | -- | -- | -- | -- | -- | --- | -- | ---------------------------- |
| 1   | Mladost GAT (C, P) | 37 | 21 | 9  | 7  | 48 | 24 | +24 | 72 | Promozione in Superliga      |
| 2   | Javor Matis (P)    | 37 | 19 | 12 | 6  | 57 | 30 | +27 | 69 | Promozione in Superliga      |
| 3   | Železničar         | 37 | 20 | 8  | 9  | 54 | 36 | +18 | 68 | Qualificazione agli spareggi |
| 4   | IMT                | 37 | 19 | 10 | 8  | 69 | 37 | +32 | 67 | Qualificazione agli spareggi |
| 5   | Inđija             | 37 | 19 | 7  | 11 | 55 | 38 | +17 | 64 |                              |
| 6   | Žarkovo (R)        | 37 | 14 | 7  | 16 | 40 | 41 | −1  | 49 | Retrocessione in Srpska Liga |
| 7   | Radnički           | 37 | 13 | 9  | 15 | 42 | 45 | −3  | 48 |                              |
| 8   | Loznica            | 37 | 12 | 9  | 16 | 31 | 38 | −7  | 45 |                              |

1. ↑  OFK Žarkovo retrocessa per irregolarità finanziarie.[1]

## Play out
Le ultime otto squadre della classifica regolare giocano i play out retrocessione. Anche qui ognuna gioca contro le altre una sola volta.

### Classifica finale
| Pos | Squadra        | G  | V  | N  | P  | GF | GS | DG  | Pt | Risultato                    |
| --- | -------------- | -- | -- | -- | -- | -- | -- | --- | -- | ---------------------------- |
| 9   | Grafičar       | 37 | 15 | 6  | 16 | 62 | 48 | +14 | 51 |                              |
| 10  | Mačva          | 37 | 12 | 12 | 13 | 33 | 45 | −12 | 48 |                              |
| 11  | Rad            | 37 | 13 | 9  | 15 | 40 | 41 | −1  | 48 |                              |
| 12  | Zlatibor       | 37 | 12 | 11 | 14 | 38 | 44 | −6  | 47 |                              |
| 13  | Budućnost (R)  | 37 | 11 | 12 | 14 | 40 | 49 | −9  | 45 | Retrocessione in Srpska Liga |
| 14  | Timok 1919 (R) | 37 | 11 | 7  | 19 | 38 | 44 | −6  | 40 | Retrocessione in Srpska Liga |
| 15  | OFK Bačka (R)  | 37 | 8  | 15 | 14 | 30 | 43 | −13 | 39 | Retrocessione in Srpska Liga |
| 16  | Kabel (R)      | 37 | 2  | 7  | 28 | 15 | 89 | −74 | 13 | Retrocessione in Srpska Liga |

## Spareggi
Si sono giocati tra le squadre classificate al 13 e 14 posto della classifica della Superliga e la 3 e la 4 della Prva Liga, il 25 ed il 29 Maggio 2022, vedendo prevalere le squadre di Superliga. 
Questi i risultati:
Železničar - Fudbalski Klub Radnički Kragujevac 1-3 1-0
Fudbalski klub IMT Belgrado - Fudbalski Klub Novi Pazar 1-3 2-0